# Oliver Twist
Oliver Twist sau Aventurile lui Oliver Twist (engleză Oliver Twist; or, the Parish Boy's Progress) este un roman scris de romancierul englez Charles Dickens. Este al doilea roman publicat de autor la editura lui Richard Bentley în 1838. Oliver Twist este una dintre cele mai cunoscute opere ale romancierului fiind unul din primele exemple de roman social. Printr-o inversare a bildungsroman-ului și cu umor negru, autorul analizează relele societății engleze din secolul al XIX-lea: sărăcia, exploatarea minorilor, criminalitatea urbană, ipocrizia societății victoriene cu realitățile ei sociale precum înfometarea copiilor orfani din casele de muncă, genocidul acceptat și violența ignorată la care  aceștia sunt supuși atât în casele de muncă cât și în lumea din afară, cei care pleacă pentru ucenicie în vreo meserie, pe Oliver chinuindu-l familia unui șef de pompe funebre. 
Romanul a fost sursă pentru nenumărate adaptări pentru teatru, cinema și comedii muzicale. Cele mai cunoscute filme sunt: Aventurile lui Oliver Twist de David Lean din 1948, Oliver ! de Carol Redd din 1969, câștigător a cinci Premii Oscar și Oliver Twist regizat de Roman Polanski din 2005. În 1988 Walt Disney Pictures a realizat un film de desene animate inspirat de roman, Oliver & Company.  

## Cuprins
Romanul narează istoria unui orfan, Oliver Twist, botezat după agendă de domnul Bumble, Intendentul casei de muncă în care se născuse, care este exploatat la sânge într-o manufactură, apoi este plasat într-un orfelinat de unde fuge și rătăcește pe străzile Londrei unde îl va întâlni pe Artful Dodger, șef al unei bande de hoți de buzunare. Aceștia sunt antrenați și folosiți de bătrânul recidivist Fagin, fără ca să-și dea seama de natura activităților lui criminale. Alte personaje importante în text sunt Agnes, mama muribundă, Sykes, un tovarăș fioros al lui Fagin și domnul Brownlow, un bătrânel gentleman care îl adoptă pe Oliver pentru că seamănă cu portretul fetei sale decedate.

## Adaptări
- 1948 Oliver Twist, film în regia lui David Lean

## Traduceri
- Dickens, Charles, Aventurile lui Oliver Twist, tradus de Teodora Sadoveanu; Profira Sadoveanu, Editura Tineretului=București, 1957, p. 472
- Dickens, Charles, Oliver Twist, tradus de Monica Manolachi, București, 2018: Editura Universală, Colecția Clasicii literaturii universale, p. 540